# Eurycryptus laticeps
Eurycryptus laticeps är en stekelart som beskrevs av Cameron 1901. Eurycryptus laticeps ingår i släktet Eurycryptus och familjen brokparasitsteklar. Inga underarter finns listade i Catalogue of Life.